# Finland–Sverige, 25 augusti 1973
25 augusti 1973 spelades den första officiella landskampen i damfotboll mellan Finland och Sverige. Matchen, som var en träningslandskamp, spelades i Mariehamn på Åland och slutade 0–0. De 1 540 åskådarna innebar nytt publikrekord för arenan.

## Historik

### Bakgrund
Både Sverige och Finland var nya som nationer inom damfotbollen, och själva idrotten var ännu outvecklad. I början av 1970-talet fanns inga (större) internationella turneringar, och svenskt mästerskap för klubblag i damfotboll arrangerades första gången år 1973. Då hade lag från Skåne, Västergötland och Stockholmsområdet börjat dominera den spirande svenska damfotbollen, och Öxabäcks IF och Jitex BK delade på SM-inteckningarna de första fyra åren.

### Förberedelserna

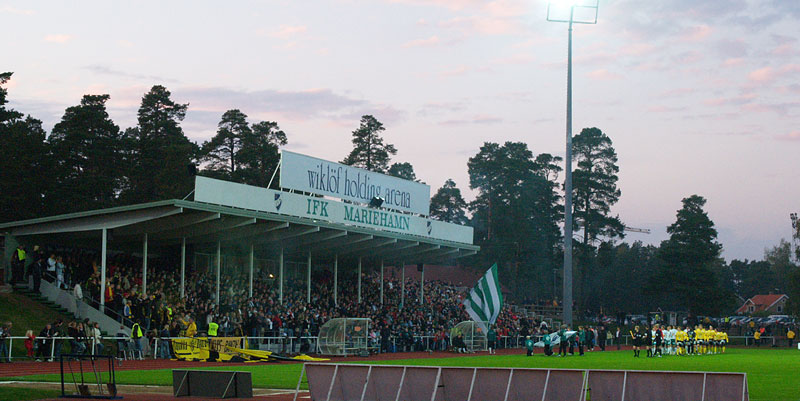
Landskampen spelades i Mariehamn, på en arena som idag bär namnet Wiklöf Holding Arena.

Finland och Sverige möttes i den första officiella landskampen i damfotboll den 25 augusti 1973. Spelort var Mariehamn på Åland, halvvägs mellan de finska och svenska "fastlanden", och från Sverige tog spelarna Ålandsbåten till Mariehamn.
Detta första officiella verksamhetsår för det svenska damlandslaget fungerade Hammarbys Christer Molander som förbundskapten. Inför premiärlandskampen delade han och Öxabäcks Kerstins Larsson på ansvaret att välja ut de sexton spelarna i truppen. Namnen valdes i stor utsträckning ut via hörsägen från de olika fotbollsdistrikten och kontakter med olika fotbollsledare. Molanders och Larssons målsättning var att få ihop ett lag med spelare som kände varandra och i någon mån var samspelta.
Medelåldern bland de sexton spelarna var 22–23 år, med Ann Jansson som yngst på 16 år. I laget fanns även 37-åriga Ebba Andersson, en pionjär inom damfotbollen från Öxabäck.
Till landskampen hade de svenska spelarna försetts med specialsydda tröjor och byxor. Däremot var spelarnas träningsoveraller ett lån från Svenska Handbollförbundet.

### Själva matchen
Matchen spelades 2 gånger 30 minuter, med en boll av storlek 4. Lagens respektive spelstyrka hade knappt prövats, och osäkerheten om matchutgången var stor. Stockholms stadslag hade dock tidigare under 1973 vunnit en match mot Helsingfors med 4–0, vilket kunde ses som en fingervisning.
Pionjärevenemanget lockade många nyfikna, och publiksiffran på 1 540 personer innebar rekord för Mariehamns IP. Matchen direktsändes dessutom i den finska televisionen.
Sverige förde spelet under större delen av matchen. Matchresultatet i denna träningslandskamp blev dock 0–0, efter att det favorittippade svenska laget ägnade sig åt för mycket dribblingar och det mesta av matchen utspelats på mittfältet. För båda nationerna var detta den första officiella damlandskampen i fotboll.
Lagens båda målvakter hade också sin del av resultatet, och särskilt Finlands burväktare Marja-Leena Luomenperä rosades för sin insats.
|          | 25 augusti 1973 | Finland | 0 – 0 | Sverige | Mariehamns IP                                                            |                                                                          |
| 2x30 min | 2x30 min        |         |       |         | Mariehamn, Åland, Finland Publik: 1 540 Domare: Anders Mattsson, Finland | Mariehamn, Åland, Finland Publik: 1 540 Domare: Anders Mattsson, Finland |
| 2x30 min | 2x30 min        |         |       |         | Mariehamn, Åland, Finland Publik: 1 540 Domare: Anders Mattsson, Finland | Mariehamn, Åland, Finland Publik: 1 540 Domare: Anders Mattsson, Finland |
| 2x30 min | 2x30 min        |         |       |         | Mariehamn, Åland, Finland Publik: 1 540 Domare: Anders Mattsson, Finland | Mariehamn, Åland, Finland Publik: 1 540 Domare: Anders Mattsson, Finland |

### Spelare
Det svenska laget ställde upp med en 4-2-4-uppställning, och namnen på spelarna var enligt följande:

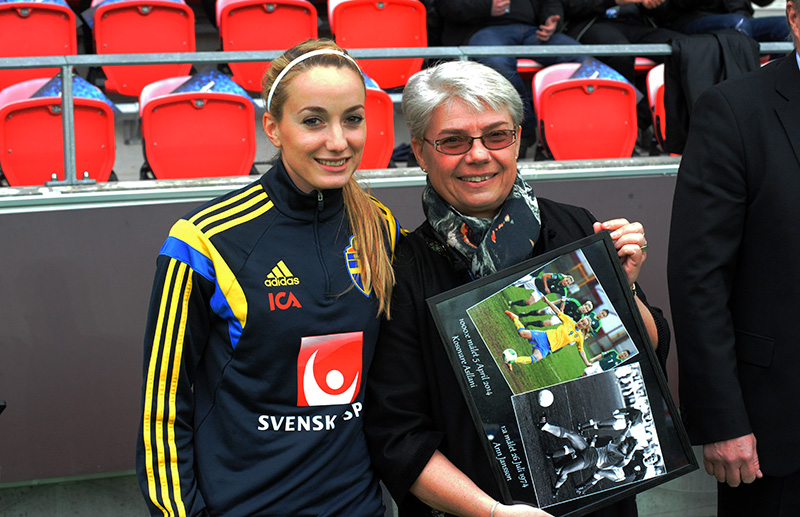
Ann Jansson (till höger, foto från 2014) var en av spelarna i damlandslagets första officiella match.

- målvakt – Gun Hellestig (Hammarby IF)
- försvarare – Anita Fredriksson (Sandler)  (IK Göta), Ebba Andersson (Öxabäcks IF), Ingalill Arvling (Hammarby IF), Ulla Nilsson (Ope, ersatt av Hammarbys Birgitta Johansson i 30:e minuten)
- mittfält – Maj Gunnarsson (Öxabäcks IF, ersatt av Öxabäcks Inger Arnesson i 52:a minuten), Agneta Björck (SGU Falköping)
- anfall – Birgitta Söderström (IK Göta), Ann Jansson (Hammarby IF), Ann Magnusson (Jitex), Kajsa Ketola (Kronäng, ersatt av Halmias Susanne Erlandsson i 44:e minuten)

Priset för matchens bästa spelare gick till mittfältaren Agneta Björck. Målvakten Gun Hellestig fick motta jämförelser med den manliga landslagsmotsvarigheten Ronnie Hellström (båda spelande för Hammarby).

### Efterspel
Trots 0–0-resultatet gav matchen mersmak, bland annat genom det stora publikintresset. Ett returmöte nästa år bokades omgående in.
Det första officiella landslagsmålet i svensk damfotboll gjordes därför ett knappt år senare – på samma plats. 26 juli 1974 möttes åter Finland och Sverige på Mariehamns idrottsplats, och i en svårt regndrabbad match gjorde 17-åriga Ann Jansson från Hammarby IF matchens enda mål. Hon hade bytts in när tio minuter återstod av den timslånga matchen, och tre minuter senare lyckades hon få en målgivande tå på bollen.
Matchen 1974 var del av det första nordiska mästerskapet i damfotboll, som vanns av Danmark. Matchen mellan Finland och Sverige besågs av 696 åskådare.
Inhopparen Susanne Erlandsson i premiärmatchen 1973 blev senare den första kvinnan i Svenska Fotbollförbundets styrelse.